# مومار بانغورا
مومار بانغورا (مواليد 24 فبراير 1994 في داكار) هو لاعب كرة قدم فرنسي من السنغال وغينيا الأصل.